# Boy Erased
Boy Erased, titulada Identidad borrada en España y Corazón borrado en Hispanoamérica, es una película dramática estadounidense de 2018, dirigida y escrita por Joel Edgerton y protagonizada por Lucas Hedges, Russell Crowe y Nicole Kidman. La cinta fue estrenada en noviembre de 2018.

## Argumento
La película se inspira en las memorias de Garrard Conley. Cuando tenía 19 años, su padre le dio dos opciones: o asistir a "Love In Action", una pseudoterapia para curar su homosexualidad, o abandonar a su familia.

## Reparto
- Lucas Hedges como Jared Eamons.
- Russell Crowe como Marshall Eamons.
- Nicole Kidman como Nancy Eamons.
- Troye Sivan como Gary.
- Joel Edgerton como Victor Sykes.
- Cherry Jones como la Dra. Muldoon[3]
- Flea como Brandon.
- Xavier Dolan como Jon.
- Emily Hinkler como Lee.
- Jesse LaTourette como Sarah.
- David Joseph Craig como Michael.
- Théodore Pellerin como Xavier.
- Britton Sear como Cameron.
- Joe Alwyn como Henry.[4]
- Madelyn Cline como Chloe.[5]

## Recepción
Boy Erased recibió reseñas generalmente positivas de parte de la crítica y de la audiencia. En el portal de internet Rotten Tomatoes, la película posee una aprobación de 80%, basada en 267 reseñas, con una calificación de 6.9/10, mientras que de parte de la audiencia tiene una aprobación de 74%, basada en más de 2500 votos, con una calificación de 3.6/5.
El sitio web Metacritic le ha dado a la película una puntuación de 69 de 100, basada en 48 reseñas, indicando "reseñas generalmente positivas". En el sitio IMDb los usuarios le han dado una calificación de 6.9/10, sobre la base de 39 254 votos. En la página web FilmAffinity la cinta tiene una calificación de 6.3/10, basada en 5048 votos.